# Hyperaspidius vittigerus
Hyperaspidius vittigerus är en skalbaggsart som först beskrevs av Leconte 1852.  Hyperaspidius vittigerus ingår i släktet Hyperaspidius och familjen nyckelpigor. Inga underarter finns listade i Catalogue of Life.